# Geher-Länderkampf der Männer Frankreich – BR Deutschland – DDR – Großbritannien – Italien – Schweden – Spanien
| 5. Leichtathletik-Länderkampf mit bundesdeutscher Beteiligung 1989                                          | 5. Leichtathletik-Länderkampf mit bundesdeutscher Beteiligung 1989           |
| --- | ---------------------------------------------------------------------------- |
| |                                                                              |
| Gehervergleich der Männer Frankreich – BR Deutschland – DDR – Großbritannien – Italien – Schweden – Spanien |                                                                              |
| Austragungsort                                                                                              | Laval, Département 0000Mayenne                                               |
| Wettbewerbe                                                                                                 | 2                                                                            |
| Datum | 25. Juni                                                                     |
| 1. ESP 2. FRA 3. ITA 4. FRG 5. GBR 6. SWE 7. GDR                                                            | 102 Punkte 096 Punkte 086 Punkte 061 Punkte 045 Punkte 038 Punkte 017 Punkte |
| Chronik |                                                                              |
| ← GBR-FRG-URS-USA (F)                                                                                       | FRA-FRG-GDR-GBR-ITA-00 SWE-ESP Geher (F) →                                   |

Der fünfte Vergleich des Länderkampfjahres 1989 bestand in einem Siebenländerkampf der Geher. Nur einen Tag nach dem Vierländervergleich mit dem allgemeinen leichtathletischen Programm von Birmingham wurde diese Begegnung am 25. Juni mit Frankreich, der Bundesrepublik Deutschland, der DDR, Großbritannien, Italien, Schweden und Spanien ausgetragen. Gastgeber war die im französischen Nordwesten gelegene Stadt Laval im Département Mayenne. Einen Vergleich unter sieben Ländern hatte es mit deutscher Beteiligung zuvor noch nicht gegeben. Die eigentlich starken Geher aus der DDR traten in reduzierter Anzahl und nicht in Bestbesetzung an, was sich in einem schwachen Ergebnis niederschlug.
Auch die Frauen bestritten parallel einen Länderkampf am selben Ort gegen dieselben Gegnerländer.

## Modus
Ausgetragen wurden zwei Wettbewerbe auf der Straße, der kürzere über 20, der längere über die bei Länderkämpfen immer mehr üblich werdende Distanz von 35 Kilometern. Je Land und Disziplin konnten vier Geher antreten, von denen die drei Besten in die Wertung kamen.
- Die DDR stellte über 20 Kilometer nur drei und über 50 Kilometer nur zwei Teilnehmer. Auf jeder Distanz wurde einer von ihnen disqualifiziert.
- Schweden war in beiden Wettbewerben mit nur drei Vertretern im Wettbewerb.

Zur Punkteverteilung liegen keine Angaben vor.

## Ergebnis
Auf der kürzeren Strecke gab es in der Einzelwertung einen französischen Sieg. Dahinter folgten ein Spanier, ein weiterer Franzose, ein weiterer Spanier und zwei Italiener. Über 35 Kilometer gab es im Einzelresultat ganz vorne keine auf ein bestimmtes Land konzentrierte Platzierungen. Es siegte ein Italiener vor einem Spanier, einem Franzosen und einem bundesdeutschen Geher.
Auf den weiteren Rängen der beiden Wettbewerbe punkteten vor allem die favorisierten spanischen Vertreter. Sie lagen so auch in der Endabrechnung der Länderkampfwertung mit 102 Punkten ganz vorn. Gastgeber Frankreich wurde mit 96 Punkten Zweiter vor Italien (86 Punkte). Die Bundesrepublik hielt sich mit 61 Punkten als Vierter noch gut. Großbritannien (45 Punkte) und Schweden (38 Punkte) belegten dahinter die Ränge fünf und sechs. Die DDR bildete mit siebzehn Punkten das Schlusslicht.

## Legende
Kurze Übersicht zur Bedeutung der Symbolik – so üblicherweise auch in sonstigen Veröffentlichungen verwendet:
| DNF | nicht im Ziel (did not finish) |
| DSQ | disqualifiziert                |

## Einzelresultate

### 20-km-Straßengehen
| Platz | Athlet              | Land | Zeit (h) |
| ----- | ------------------- | ---- | -------- |
| 01    | Thierry Toutain     | FRA  | 1:23:42  |
| 02    | Miguel Ángel Prieto | ESP  | 1:23:55  |
| 03    | Jean Claude Corre   | FRA  | 1:24:26  |
| 04    | José Marín          | ESP  | 1:24:53  |
| 05    | Walter Arena        | ITA  | 1:25:02  |
| 06    | Martial Fesselier   | FRA  | 1:25:11  |
| 07    | Fabrice Delaforge   | FRA  | 1:28:27  |
| 08    | Andreas Hühmer      | FRG  | 1:29:46  |
| 09    | Jaime Barroso       | ESP  | 1:30:07  |
| 10    | Magnus Morenius     | SWE  | 1:30:11  |
| 11    | Giorgio Damilano    | ITA  | 1:30:11  |
| 12    | Jan Staaf           | SWE  | 1:30:53  |
| 13    | Daryl Stone         | GBR  | 1:30:55  |
| 14    | Steve Partington    | GBR  | 1:31:49  |
| 15    | Robert Mildenberger | FRG  | 1:32:14  |
| 16    | Stefan Krausch      | FRG  | 1:34:08  |
| 17    | Fritz Helms         | FRG  | 1:34:30  |
| 18    | Massimo Fizialetti  | ITA  | 1:35:03  |
| 19    | Goran Linde         | SWE  | 1:35:15  |
| 20    | John Wolker         | GDR  | 1:35:27  |
| 21    | Olaf Möldner        | GDR  | 1:37:54  |
| DNF   | Daniel Plaza        | ESP  |          |
| DNF   | Andy Drake          | GBR  |          |
| DNF   | Mark Easton         | GBR  |          |
| DNF   | Carlo Mattioli      | ITA  |          |
| DSQ   | Ronald Weigel       | GDR  |          |

### 35-km-Straßengehen
| Platz | Athlet                | Land | Zeit (h) |
| ----- | --------------------- | ---- | -------- |
| 01    | Maurizio Damilano     | ITA  | 2:31:52  |
| 02    | Jorge Llopart         | ESP  | 2:34:29  |
| 03    | René Piller           | FRA  | 2:34:53  |
| 04    | Volkmar Scholz        | FRG  | 2:35:22  |
| 05    | Andre Marín           | ESP  | 2:37:14  |
| 06    | Chris Maddocks        | GBR  | 2:37:20  |
| 07    | Massimo Quiriconi     | ITA  | 2:37:22  |
| 08    | Giuseppe De Gaetano   | ITA  | 2:37:48  |
| 09    | Manuel Alcade         | ESP  | 2:38:30  |
| 10    | Stefan Johansson      | SWE  | 2:38:42  |
| 11    | Sandro Bellucci       | ITA  | 2:39:32  |
| 12    | Alain Lemercier       | FRA  | 2:41:59  |
| 13    | Peter Scholle         | GDR  | 2:43:33  |
| 14    | Thierry Nuttin        | FRA  | 2:44:51  |
| 15    | Karl Degener          | FRG  | 2:45:01  |
| 16    | Up Sjöholm            | SWE  | 2:46:41  |
| 17    | Basilio Labrador      | ESP  | 2:50:21  |
| 18    | Mike Smith            | GBR  | 2:52:51  |
| 19    | Jean-Olivier Brosseau | FRA  | 2:53:08  |
| 20    | Detlef Heitmann       | FRG  | 2:57:03  |
| 21    | Manfred Kreutz        | FRG  | 3:01:53  |
| 23    | Chris Berwick         | GBR  | 3:04:35  |
| DSQ   | Bo Gustafsson         | SWE  |          |
| DSQ   | Les Morton            | GBR  |          |
| DSQ   | Bernd Gummelt         | GDR  |          |